# Elecciones parlamentarias de Polonia de 1991
Las elecciones parlamentarias se celebraron en Polonia el 27 de octubre de 1991. Fueron las primeras elecciones libres que se celebraron en Polonia, la primera elección legislativa completamente libre de cualquier tipo desde 1928, y solo la quinta elección completamente libre en toda la historia polaca. Estas elecciones fueron realizadas para elegir a los representantes de las dos cámaras del Parlamento de Polonia, Sejm y Senat, a las que concurrieron más de un centenar de partidos políticos. Antes de estas, en 1989 tuvieron lugar unas elecciones parciales, en ese entonces Polonia tenía un régimen socialista, perteneciente al bloque comunista, teniendo una estrecha relación con la Unión de Repúblicas Socialistas Soviéticas (URSS).
Debido al colapso del ala política del Sindicato Solidaridad, las elecciones vieron una profunda fragmentación política, con una multitud de nuevos partidos y alianzas. Los bajos umbrales de votación dentro de las circunscripciones individuales, junto con un umbral nacional del cinco por ciento asignado a una pequeña porción del Sejm, contribuyeron a la fragmentación de los partidos. Como resultado, 29 partidos políticos lograron ingresar al Sejm y 22 en el Senado, sin que ningún partido tenga una mayoría decisiva. Siguieron dos meses de intensas negociaciones de coalición, con Jan Olszewski del Acuerdo del Centro formando un gobierno minoritario junto con la Unión Cristiana Nacional (ZCN), la Alianza Cívica del Centro y el Acuerdo de los Campesinos, con el apoyo condicional del Partido Popular de Polonia, Solidaridad y otros partidos menores.
460 miembros del parlamento fueron elegidos; 391 de 6980 candidatos de 37 listas regionales de candidatos y 69 de listas de candidatos de todo el país. En las elecciones de Sejm, 27,517,280 ciudadanos fueron elegibles para votar, 11,887,949 (43.2%) de ellos emitieron sus votos, 11,218,602 (94.4%) de ellos fueron contados como válidos. En las elecciones al Senado, el 43.2% de los ciudadanos emitió su voto, el 96.5% fue válido. Las elecciones fueron supervisadas por la Comisión Nacional Electoral (Państwowa Komisja Wyborcza). Se formaron 37 comisiones regionales y 22.341 distritos, atendidos por 197.389 ciudadanos. Un notable 111 partidos compitieron y 29 partidos ganaron escaños parlamentarios. El éxito del partido de los amantes de la cerveza de Polonia, con 16 escaños ganó cobertura de noticias en todo el mundo.

## Resultados
| ← Elecciones generales de Polonia Sejm (el Parlamento), 1991 →                 |      |         |
| Partido (en cursiva su traducción en polaco)                                   | %    | Escaños |
| Unión Democrática Unia Demokratyczna                                           | 12.3 | 62      |
| Partido Social Demócrata de Polonia Socjaldemokracja Rzeczypospolitej Polskiej | 12,0 | 60      |
| Unión Cristiana Nacional Zjednoczenie Chrześcijańsko-Narodowe                  | 8,8  | 49      |
| Alianza Cívica de Centro Porozumienie Obywatelskie Centrum                     | 8,7  | 44      |
| Partido Campesino Polaco Polskie Stronnictwo Ludowe                            | 8,7  | 48      |
| Confederación de Polonia Independiente Konfederacja Polski Niepodległej        | 7.6  | 46      |
| Congreso Liberal Democrático Kongres Liberalno-Demokaratyczny                  | 7,5  | 37      |
| Convergencia Popular Porozumienie Ludowe                                       | 5,5  | 28      |
| Solidaridad Solidarność                                                        | 5,   | 27      |
| Amigos de la Cerveza Polska Partia Przyjaciół Piwa                             | 3,3  | 16      |
| Cristiana democrática Chrześcijańska Demokracja                                | 2,4  | 5       |
| Unión de la Política Real Unia Polityki Realnej                                | 2,3  | 3       |
| Solidaridad del Trabajo Solidarność Pracy                                      | 2,1  | 4       |
| Partido democrático Stronnictwo Demokratyczne                                  | 1,4  | 1       |
| Minoría alemana                                                                | 1,2  | 7       |
| Partido Cristianas democráticas Porozumienie Ludowe                            | 1,1  | 4       |
| Partido X Porozumienie Ludowe                                                  | 0,5  | 3       |
| Otros                                                                          | ?    | 16      |

| ← Elecciones generales de Polonia Senat (el Senado), 1991 →             |         |
| Partido (en cursiva su traducción en polaco)                            | Escaños |
| Unión Democrática Unia Demokratyczna                                    | 21      |
| Solidaridad Solidarność                                                 | 9       |
| Unión Cristiana Nacional Zjednoczenie Chrześcijańsko-Narodowe           | 9       |
| Convergencia del Centro Porozumienie Centrum                            | 9       |
| Partido Popular (Polonia) Polskie Stronnictwo Ludowe                    | 7       |
| Congreso Liberal Democrático Kongres Liberalno-Demokaratyczny           | 6       |
| Convergencia Popular Porozumienie Ludowe                                | 5       |
| Alianza Democrática de la Izquierda Sojusz Lewicy Demokratycznej        | 4       |
| Confederación de Polonia Independiente Konfederacja Polski Niepodległej | 2       |
| Otros niezrzeszeni                                                      | 21      |